# 미국 금융 박물관

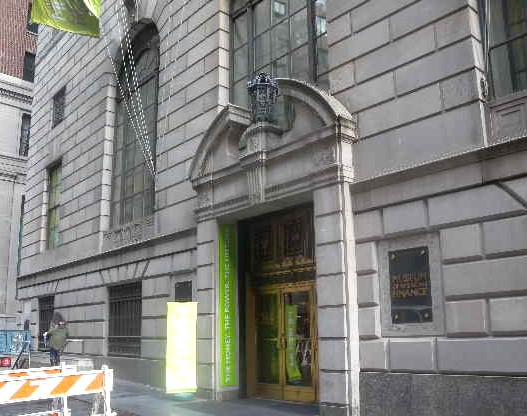
미국 금융 박물관

미국 금융 박물관(美國金融博物館, 영어: Museum of American Finance)은 뉴욕 파이낸셜 디스트릭트에 위치한 금융 박물관이다.

## 같이 보기
- 뉴욕의 문화
- 뉴욕의 역사